# Atrichopogon atroscutellatus
Atrichopogon atroscutellatus är en tvåvingeart som beskrevs av Edwards 1928. Atrichopogon atroscutellatus ingår i släktet Atrichopogon och familjen svidknott. Inga underarter finns listade i Catalogue of Life.